# 정은혜 (아나운서)
정은혜(1996년 4월 2일 ~ )는 KBS 50기 아나운서다.

## 학력
- 서울대학교 응용생물화학부 학사

## 경력
- 2021년 : HCN 서초방송 아나운서
- 2021년 : 연합뉴스TV 뉴스 캐스터
- 2022년 : KBS 부산 프리랜서 아나운서
- 2023년 2월 13일 ~ 2024년 9월 30일 : KBS 50기 공채 아나운서 - KBS 부산 근무
- 2024년 10월 1일 ~ 현재 : KBS 50기 공채 아나운서 - KBS 복귀

## 진행

### 현재

#### TV
- KBS 1TV 《토요일 KBS 뉴스광장》 여성 앵커 - 2025년 3월 15일 ~ 현재
- KBS 2TV 《누가누가 잘하나》 여성 MC - 2025년 8월 21일 ~ 현재

#### 라디오
- KBS 제1라디오 《오늘 아침 1라디오》 DJ - 2025년 8월 11일 ~ 현재

### 과거

#### TV
- KBS 부산 1TV 《KBS 뉴스 (930) 부산》 앵커 - 2022년 1월 12일 ~ 2023년 5월 12일
- KBS 부산 1TV 《주말 KBS 뉴스 9 부산》 앵커 - 당직 교대
- KBS 부산 1TV 《평일 KBS 뉴스 9 부산》 앵커 - 2023년 5월 15일 ~ 2024년 9월 30일
- KBS 부산 1TV 《대담한 사람들》 MC
- KBS 부산 1TV 《부산 청년 생존기 청년 입장》 여성 MC
- KBS 2TV 《생존게임 코드레드》 MC - 2023년 6월 3일 ~ 2023년 8월 5일
- KBS 2TV 《2TV 생생정보》 임시 여성 MC - 2024년 10월 21일
- KBS 1TV 《KBS 뉴스 5》 임시 여성 앵커 - 2024년 10월 31일 ~ 2024년 11월 1일, 2025년 3월 17일, 2025년 5월 2일
- KBS 2TV 《KBS 월드 24》 임시 앵커 - 2024년 11월 7일, 2024년 11월 11일
- KBS 1TV 《KBS 뉴스 12》 임시 여성 앵커 - 2025년 3월 11일 ~ 2025년 3월 14일, 2025년 3월 27일
- KBS 1TV 《평일 KBS 뉴스 9 - KBS 스포츠 9》 임시 앵커 - 2025년 3월 17일 ~ 2025년 3월 19일
- KBS 2TV 《KBS 뉴스타임》 임시 앵커 - 2025년 3월 19일, 2025년 3월 31일 ~ 2025년 4월 3일, 2025년 6월 27일, 2025년 6월 30일 ~ 2025년 7월 4일, 2025년 7월 25일, 2025년 7월 28일 ~ 2025년 8월 1일
- KBS 1TV 《KBS 뉴스 2》 임시 앵커 - 2025년 6월 20일

#### 라디오
- KBS 제1라디오 《오늘 밤 1라디오》 임시 DJ - 2025년 1월 8일, 2025년 1월 13일, 2025년 1월 15일, 2025년 3월 13일
- KBS 제1라디오 《주말 생방송 정보쇼》 임시 DJ - 2025년 1월 26일 ~ 2025년 2월 16일
- KBS 제1라디오 《평일 오늘 아침 1라디오》 DJ - 2025년 4월 21일 ~ 2025년 8월 8일

## 출연

### 과거

#### TV
- KBS 부산 1TV 《아침마당 부산》 패널 - 2022년 2월 4일 ~ 2023년 1월 6일 / 2023년 3월 10일 ~ 2024년 10월 11일
- KBS 1TV 《6시 내고향 7970회》 임시 리포터, 8251회 새 여자MC 진행취소[1]
- KBS 1TV 《아침마당 - KBS 아나운서들에겐 특별한 게 있다?!》 - 2023년 4월 3일
- KBS 1TV 《시니어 토크쇼 황금연못 412회 - 봄날 가요제 휘파람 감성 듀오》 (최종 출연 취소)
- KBS 1TV 《특별 생방송 우리 아이 우리 미래 당신이 희망입니다》 MC - 2024년 10월 19일
- KBS 2TV 《사장님 귀는 당나귀 귀》 출연 - 2024년 11월 24일 ~ 2024년 12월 29일
- KBS 2TV 《2024 KBS 연예대상》 출연 - 2024년 12월 21일
- KBS 2TV 《2025 카운트다운 쇼 라이트 나우》 (제주항공 참사로 인해 취소)
- KBS 1TV 《아침마당 - 9819회 흥 많고 끼 많은 KBS 신입 아나운서를 소개합니다》 - 2025년 1월 13일
- KBS 1TV 《TV쇼 진품명품》 출연 - 2025년 1월 26일
- KBS 2TV 《살림하는 남자들》 출연
- KBS 2TV 《1박 2일》 출연